# Hans-Dieter Lösenbeck
Hans-Dieter Lösenbeck (* 13. März 1934 in Hildesheim; † 27. März 2020) war ein deutscher Journalist und von 1965 bis 1999 Chefredakteur der Zeitschrift test der Stiftung Warentest.

## Werdegang
Lösenbeck promovierte 1964 in an der Universität Göttingen an der wirtschafts- und sozialwissenschaftlichen Fakultät über Die Preisbildung der öffentlichen Unternehmen. Seit 1965 war er als der erste Chefredakteur der Zeitschrift test der Stiftung Warentest tätig. 1994 wurde er zusätzlich Mitglied der Geschäftsleitung der Stiftung Warentest und Bereichsleiter.
Im April 1999 ging Lösenbeck nach der Veröffentlichung von etwa 2500 vergleichenden Warentests in den Ruhestand, und sein Nachfolger wurde Hubertus Primus. In seinem Ruhestand veröffentlichte er eine Chronik über die ersten 38 Jahre der Stiftung Warentest.
Er wohnte mit seiner Ehefrau in Berlin-Frohnau.

## Veröffentlichungen (Auswahl)
- Mit Johann Jirasek: Merkmale zielstrebiger Vertriebstätigkeit - Ergebnisse aus der Umfrage zur Rationalisierung des industriellen Vertriebs, Beuth Verlag, Berlin / Köln / Frankfurt (1963)
- Die Preisbildung der öffentlichen Unternehmen, Duncker & Humblot, Berlin (1963), Dissertation Göttingen 1954
- Reisen & Recht: demonstriert an den Ferien der Familie Pech , Bundesausschuss für Volkswirtschaftliche Aufklärung e.V., Köln (Dezember 1975)
- Wegweiser für Verbraucher - Informationen, Tips und Ratschläge zu Problemen im Verbraucher-Alltag, Presse- und Informationsamt der Bundesregierung, 5. Auflage, Bonn (1991)
- Stiftung Warentest - ein Rückblick - 1964–2002, Stiftung Warentest, Berlin (2003), ISBN 3-931908-76-3